# 砂糖碗
砂糖碗（英語：Sugar Bowl）是美国大学美式足球的年度碗赛之一，目前每年在路易斯安那州新奥尔良的梅赛德斯-奔驰超级巨蛋举行。砂糖碗创办于1935年，与橘子碗、太阳碗并列为全美历史第二悠久的碗赛（仅次于玫瑰碗）。
砂糖碗传统上与东南联盟有着密切的关系。1950年至1995年间，仅有一次没有东南联盟的球队参加砂糖碗。不过这一传统目前已经发生了改变。
2014赛季起，砂糖碗成为了新成立的大学美式足球季后赛的成员，与玫瑰碗、橘子碗、棉花碗、桃子碗与喜庆碗一起每三年轮留举办一次全国半决赛。在举办半决赛以外的两年，东南联盟与十二大联盟的冠军将参加砂糖碗。